# 24673 Ohsugitadao
24673 Ohsugitadao este o planetă minoră (asteroid), cu un diametru de 3,876 km, din centura de asteroizi. A fost descoperită pe 28 septembrie 1989 la Kitami Observatory⁠(d) de Kin Endate. 
Obiectul prezintă o orbită caracterizată de o semiaxă mare de 2,2419583 UAi, o excentricitate de 0,09, o înclinație de 6,3982 ° în raport cu ecliptica.